# 乔治·麦格拉思
乔治·麦格拉思（英語：George McGrath，1885年9月19日—1956年8月6日），英国前男子曲棍球运动员。他曾代表英国国家队参加1920年夏季奥林匹克运动会曲棍球比赛，获得一枚金牌。